# Nowy cmentarz żydowski w Strzyżowie
Nowy cmentarz żydowski w Strzyżowie – został założony w 1850. Został zdewastowany przez nazistów podczas II wojny światowej - macewy wykorzystano do prac budowlanych na terenie miasta. Na przełomie lat 80. i 90. XX wieku cmentarz został uporządkowany i ogrodzony, odzyskano też kilkadziesiąt macew i wykonano prace inwentaryzacyjne. Odbudowano również ohel na grobie rabina Altera Horowitza. Cmentarz znajduje się przy ul. Bohaterów Getta na tak zwanej Żarnowskiej Górze.